# Ohinemuri (rivière)
La rivière Ohinemuri  (anglais : Ohinemuri River) est un cours d’eau située dans la partie nord de l’île du Nord de la Nouvelle-Zélande, à la base de la péninsule de Coromandel.

## Géographie
La source  de la rivière est au nord-est de la ville de Waihi, près des berges de la baie de l'Abondance, mais s’écoule vers l’ouest plutôt que vers la baie. Elle court à travers une gorge à flancs abrupts, dite des gorges de Karangahake, formant une rupture entre la chaîne de Coromandel (en) et la chaîne de Kaimai (en). Après 28 km, elle rejoint le fleuve Waihou près de la ville de Paeroa, à 20 km au sud de la Firth of Thames, baie dans laquelle le fleuve Waihou se déverse.

## Affluents
- Le Mataora Stream, qui traverse la Golden Valley à partir d’une source située à seulement 1,5 km de la côte de la baie de l'Abondance.
- Le Mangatoetoe Stream, qui traverse la ville de Waihi.
- Le Waitete Stream, qui prend sa source dans la chaîne de Coromandel près de Waihi. Ce torrent forme une frontière naturelle sur le côté nord-ouest de Waihi et rejoint la rivière Ohinemuri immédiatement après le barrage de Black Pool.
- Le Waimata Stream, qui prend sa source dans la chaîne de montagnes de Kaimai près des gorges de Athenree.
- La rivière Waitekauri, qui a sa source au plus profond de la chaîne de Coromandel, près des gisements d'or de Komata.
- Le Taieri Stream, qui a son origine à l’ouest des collines de Pukewera Hill et des belles chutes de Owharoa (en), près du confluent avec la rivière Ohinemuri.
- La rivière Waitawheta, qui coule des profondeurs de la chaîne de Kaimai, au sud-est du Mont Te Aroha, et qui traverse les gorges de Waitawheta jusqu'à Karangahake, où elle rejoint la rivière Ohinemuri.

## Accès publics
- À partir de Paeroa, la rivière peut être vue du pont « Criterion » à l’extrémité sud de la ville.
- La State Highway 2/S H 2 (en) suit le trajet de la  rivière à travers les gorges de Karangahake sur la plus grande partie du cours de la rivière  entre Paeroa et Waihi.
- Le chemin de randonnée des « Gorges de Karangahake », l'Hauraki Rail Trail (en) et le Goldfields Railway (en) suivent respectivement une partie de la rivière. A Karangahake, un parking et une aire de pique-nique permettent un bon accès à la rivière.

## Mines d’Or
- Au niveau des gorges de Karangahake, les restes des mines d’or de  « the Crown » et « Talisman gold mines » sont visibles du chemin de randonnée historique des Gorges de Karangahake [1].
- A Waikino le site de « Victoria Battery » a été ouvert au public sous forme d’une réserve. Une ligne de chemin de fer suivait la rive Sud de la rivière à l’est de Waihi jusqu’en 1952. Celle-ci fait maintenant partie du  « Hauraki Rail Trail ».

## Anciennes ville minières
Plusieurs vieilles villes minières sont situées le long de la rivière, dont :
- Mackaytown existe toujours bien qu'elle ne soit plus que l’ombre d'elle-même ;
- Karangahake existe toujours et se trouve à l’extrémité ouest du chemin des gorges de Karangahake et à l’extrémité nord du chemin  du Mt Karangahake ;
- Owharoa est une ville fantôme à 2 km à l’ouest de Waikino ;
- Waikino existe toujours et se trouve à l’extrémité orientale du chemin des gorges de Karangahake et à l’extrémité occidentale de la voie ferrée de Goldfields (en).